# Radicaal 126
Radicaal 126 is een van de 29 van de 214 Kangxi-radicalen dat bestaat uit zes strepen.
In het Kangxi-woordenboek zijn er 22 karakters die dit radicaal gebruiken.

## Karakters met het radicaal 126
| Strepen | Karakter       |
| ------- | -------------- |
| + 0     | 而             |
| + 3     | 耍 耎 耏 耐 耑 |

Orakelbotkarakter
Bronskarakter
Groot zegelkarakter
Klein zegelkarakter